# Nella valle di Elah
Nella valle di Elah (In the Valley of Elah) è un film del 2007 diretto da Paul Haggis, basato su una storia vera.
Il titolo del film, che è stato presentato in concorso alla 64ª Mostra del Cinema di Venezia e successivamente al Festival internazionale del film di Toronto, si riferisce ad un luogo di Israele dove, secondo la Bibbia, si sarebbe svolta la battaglia tra Davide e Golia.

## Trama
Hank Deerfield, ex appartenente alla polizia militare e fiero patriota che ha combattuto nella guerra del Vietnam, riceve una telefonata dalla base militare dove presta servizio il figlio Mike, rientrato dopo avere concluso il suo turno in Iraq; questi risulta assente da quando si è recato in libera uscita e di lui non si hanno più notizie, perciò esiste la possibilità che abbia disertato; ipotesi che il padre non vuole nemmeno prendere in considerazione. Lasciata a casa la moglie Joan, con la quale vive un difficile rapporto poiché lei non gli perdona l'avere spinto entrambi i figli alla vita militare, già costata la vita al maggiore, egli inizia un'indagine personale, scontrandosi sia con la burocrazia sia con l'omertà di una certa parte del mondo militare rappresentata dal tenente Kirklander, sia con l'arrendevole ignavia della polizia locale (con esclusione della detective Emily Sanders, una donna forte e intelligente).
Le indagini portano alla scoperta del corpo di Mike: egli, mentre si trovava in libera uscita, è stato barbaramente assassinato con 42 coltellate, tagliato a pezzi, parzialmente bruciato e lasciato in pasto agli animali selvatici e si ritiene che possa essere stato vittima di un regolamento di conti della criminalità messicana, nell'ambito di un traffico di stupefacenti. Il padre rifiuta questa ipotesi e, dopo che i commilitoni sono stati interrogati in modo più approfondito e dopo la visione di alcuni frammenti di filmini amatoriali girati in Iraq dal figlio con il suo cellulare, iniziano ad emergere alcune verità alle quali non era preparato: Mike, come altri del suo reparto, pur non essendo uno spacciatore, faceva uso abituale di droga e, soprattutto, i lunghi mesi passati in Iraq, a combattere una guerra cruenta, avevano talmente scavato dentro alla sua psiche da trasformarlo in un sadico, pronto a torturare i prigionieri feriti per puro svago, tra le risate dei commilitoni presenti, tanto da ricevere il soprannome di doc, dalla sua abitudine di infilare le dita dentro le ferite dei prigionieri e chiedergli "è qui che ti fa male?".
Hank lentamente acquisisce la consapevolezza che la scintilla scatenante la deriva morale del figlio proveniva da un incidente avvenuto all'inizio della permanenza al fronte, quando, in acritica osservanza delle direttive militari che proibivano la sosta dei mezzi al fine di evitare un possibile attacco, non si era fermato davanti a un bambino che raccoglieva un pallone sulla strada, investendolo e uccidendolo. Dopo questa tragedia, il ragazzo aveva provato a lanciare una richiesta d'aiuto al padre, il quale, non potendo cogliere il dramma interiore del figlio, lo aveva semplicemente esortato a tenere duro, scambiando la sua telefonata con un semplice momento di scoramento.
Rientrati in patria alla fine del turno, i traumi psichici vissuti da Mike e dai suoi commilitoni si erano palesati con comportamenti da esseri insensibili e in questo contesto emerge alla fine della storia che l'omicidio di Mike era stato commesso da uno dei suoi amici più stretti, il caporale Penning, durante una lite banale fra amici che avevano alzato un po' il gomito mentre in libera uscita si spostavano da un locale all'altro. La confessione finale di Penning alla detective Sanders, presente Hank, è agghiacciante: lasciato il cadavere di Mike tagliato a pezzi e bruciato, i ragazzi avevano sospeso il seppellimento per recarsi a cena in una tavola calda, pagando con la carta di credito dell'amico ucciso, mentre uno di loro, il sergente Bonner, travolto dai sensi di colpa per essere stato complice di quell'assurdo delitto, dopo qualche giorno, ad indagini già iniziate, si era impiccato. La confessione avviene in un clima di inebetita serenità, lasciando sconvolti sia Hank sia Emily.
Rientrato a casa con il suo fardello di verità e di sensi di colpa, Hank trova un pacco postale, inviato da Mike prima della sua partenza dall'Iraq, che contiene la logora bandiera del suo reparto, e decide di issarla capovolta sul pennone del municipio della sua cittadina, gesto che indica, nel gergo militare, il segnale di richiesta di aiuto di un reparto in pericolo. David, il figlio di otto anni della detective Sanders, ricordando che lo stesso Hank gli aveva raccontato una sera la storia della valle di Elah e del pastorello Davide, chiede dubbioso alla madre: "come ha potuto il re israelita essere così folle da mandare un ragazzino a combattere un gigante come Golia?".

## Produzione
Si tratta di una pellicola a basso costo e anche gli attori hanno ricevuto bassi compensi. Inizialmente Haggis voleva affidare la parte di Hank Deerfield a Clint Eastwood, ma infine la parte venne assegnata a Tommy Lee Jones.

## Distribuzione
Il film è uscito nelle sale italiane il 30 novembre 2007.

## Premi e riconoscimenti
- 2007 - Mostra del Cinema di Venezia
  - Candidato al Leone d'Oro
- 2007 - Satellite Awards
  - Nomination miglior attore in un film drammatico a Tommy Lee Jones
- 2008 - Premio Oscar
  - Nomination miglior attore protagonista a Tommy Lee Jones